# امیرآباد (احمدآباد)
امیرآباد روستایی در دهستان سرجام بخش احمدآباد شهرستان مشهد استان خراسان رضوی ایران است. بر پایه سرشماری عمومی نفوس و مسکن در سال ۱۳۹۰ جمعیت این روستا ۱۶۳ نفر (در ۴۳ خانوار) بوده‌است.